# VM i atletik 2009
Verdensmesterskaberne i atletik 2009 var det 12. atletik-VM, og mesterskabsstævnet blev afholdt i Berlin, Tyskland i perioden 15. – 23. august 2009. Kokurrencerne blev afviklet i Berlins Olympiastadion, bortset fra marathonløb og kapgang, som havde start og mål ved Brandenburger Tor.

## Medaljevindere

### Mænd
| Konkurrence  | Guld                                                        | Guld     | Sølv                                                        | Sølv     | Bronze                                                                | Bronze   |
| ------------ | ----------------------------------------------------------- | -------- | ----------------------------------------------------------- | -------- | --------------------------------------------------------------------- | -------- |
| Løb          |                                                             |          |                                                             |          |                                                                       |          |
| 100 m        | Usain Bolt                                                  | 9,58     | Tyson Gay                                                   | 9,71     | Asafa Powell                                                          | 9,84     |
| 200 m        | Usain Bolt                                                  | 19,19    | Alonso Edward                                               | 19,81    | Wallace Spearmon                                                      | 19,85    |
| 400 m        | LaShawn Merritt                                             | 44,06    | Jeremy Wariner                                              | 44,60    | Renny Quow                                                            | 45,02    |
| 800 m        | Mbulaeni Mulaudzi                                           | 1:45,29  | Alfred Kirwa Yego                                           | 1:45,35  | Yusuf Saad Kamel                                                      | 1:45,35  |
| 1500 m       | Yusuf Saad Kamel                                            | 3:35,93  | Deresse Mekonnen                                            | 3:36,01  | Bernard Lagat                                                         | 3:36,20  |
| 5000 m       | Kenenisa Bekele                                             | 13:17,09 | Bernard Lagat                                               | 13:17,33 | James Kwalia C'Kurui                                                  | 13:17,78 |
| 10.000 m     | Kenenisa Bekele                                             | 26:46,31 | Zersenay Tadese                                             | 26:50,12 | Moses Ndiema Masai                                                    | 26:57,39 |
| Maraton      | Abel Kirui                                                  | 2:06:54  | Emmanuel Kipchirchir Mutai                                  | 2:07:48  | Tsegay Kebede                                                         | 2:08:35  |
| 4 × 100 m    | Steve Mullings Michael Frater Usain Bolt Asafa Powell       | 37,31    | Darrel Brown Marc Burns Emmanuel Callander Richard Thompson | 37,62    | Simeon Williamson Tyrone Edgar Marlon Devonish Harry Aikines-Aryeetey | 38,02    |
| 4 × 400 m    | Angelo Taylor Jeremy Wariner Kerron Clement LaShawn Merritt | 2:57,86  | Conrad Williams Michael Bingham Robert Tobin Martyn Rooney  | 3:00,53  | John Steffensen Ben Offereins Tristan Thomas Sean Wroe                | 3:00,90  |
| 110 m hæk    | Ryan Brathwaite                                             | 13,14    | Terrence Trammell                                           | 13,15    | David Payne                                                           | 13,15    |
| 400 m hæk    | Kerron Clement                                              | 47,91    | Javier Culson                                               | 48,09    | Bershawn Jackson                                                      | 48,23    |
| 3000 m forh. | Ezekiel Kemboi                                              | 8:00,43  | Richard Kipkemboi Mateelong                                 | 8:00,89  | Bouabdellah Tahri                                                     | 8:01,18  |
| Spring       |                                                             |          |                                                             |          |                                                                       |          |
| Længdespring | Dwight Phillips                                             | 8,54 m   | Godfrey Khotso Mokoena                                      | 8,47 m   | Mitchell Watt                                                         | 8,37 m   |
| Trespring    | Phillips Idowu                                              | 17,73 m  | Nelson Évora                                                | 17,55 m  | Alexis Copello                                                        | 17,36 m  |
| Højdespring  | Jaroslav Rybakov                                            | 2,32 m   | Kyriakos Ioannou                                            | 2,32 m   | Raul Spank Sylwester Bednarek                                         | 2,32 m   |
| Stangspring  | Steven Hooker                                               | 5,90 m   | Romain Mesnil                                               | 5,85 m   | Renaud Lavillenie                                                     | 5,80 m   |
| Kast         |                                                             |          |                                                             |          |                                                                       |          |
| Kuglestød    | Christian Cantwell                                          | 22,03 m  | Tomasz Majewski                                             | 21,91 m  | Ralf Bartels                                                          | 21,37 m  |
| Spydkast     | Andreas Thorkildsen                                         | 89,59 m  | Guillermo Martínez                                          | 86,41 m  | Yukifumi Murakami                                                     | 82,97 m  |
| Diskoskast   | Robert Harting                                              | 69,43 m  | Piotr Malachowski                                           | 69,15 m  | Gerd Kanter                                                           | 66,88 m  |
| Hammerkast   | Primož Kozmus                                               | 80,84 m  | Szymon Ziólkowski                                           | 79,30 m  | Aleksej Zagornyj                                                      | 78,09 m  |
| Mangekamp    |                                                             |          |                                                             |          |                                                                       |          |
| Tikamp       | Trey Hardee                                                 | 8.790    | Leonel Suárez                                               | 8.640    | Aleksandr Pogorelov                                                   | 8.528    |
| Kapgang      |                                                             |          |                                                             |          |                                                                       |          |
| 20 km        | Valerij Bortjin                                             | 1:18:41  | Wang Hao                                                    | 1:19:06  | Eder Sánchez                                                          | 1:19:22  |
| 50 km        | Sergej Kirdjapkin                                           | 3:38:35  | Trond Nymark                                                | 3:41:16  | Jesús Angel García                                                    | 3:41:37  |

### Kvinder
| Konkurrence  | Guld                                                       | Guld     | Sølv                                                                         | Sølv     | Bronze                                                                          | Bronze   |
| ------------ | ---------------------------------------------------------- | -------- | ---------------------------------------------------------------------------- | -------- | ------------------------------------------------------------------------------- | -------- |
| Løb          |                                                            |          |                                                                              |          |                                                                                 |          |
| 100 m        | Shelly-Ann Fraser                                          | 10,73    | Kerron Stewart                                                               | 10,75    | Carmelita Jeter                                                                 | 10,90    |
| 200 m        | Allyson Felix                                              | 22,02    | Veronica Campbell-Brown                                                      | 22,35    | Debbie Ferguson-McKenzie                                                        | 22,41    |
| 400 m        | Sanya Richards                                             | 49,00    | Shericka Williams                                                            | 49,32    | Antonina Krivosjapka                                                            | 49,71    |
| 800 m        | Caster Semenya                                             | 1:55,45  | Janeth Jepkosgei Busienei                                                    | 1:57,90  | Jennifer Meadows                                                                | 1:57,93  |
| 1500 m       | Maryam Yusuf Jamal                                         | 4:03,74  | Lisa Dobriskey                                                               | 4:03,75  | Shannon Rowbury                                                                 | 4:04,18  |
| 5000 m       | Vivian Cheruiyot                                           | 14:57,97 | Sylvia Jebiwott Kibet                                                        | 14:58,33 | Meseret Defar                                                                   | 14:58,41 |
| 10.000 m     | Linet Chepkwemoi Masai                                     | 30:51,24 | Meselech Melkamu                                                             | 30:51,34 | Wude Ayalew                                                                     | 30:51,95 |
| Maraton      | Xue Bai                                                    | 2:25:15  | Yoshimi Ozaki                                                                | 2:25:25  | Aselefech Mergia                                                                | 2:25:32  |
| 4 × 100 m    | Simone Facey Shelly-Ann Fraser Aleen Bailey Kerron Stewart | 42,06    | Sheniqua Ferguson Chandra Sturrup Christine Amertil Debbie Ferguson-McKenzie | 42,29    | Marion Wagner Anne Möllinger Cathleen Tschirch Verena Sailer                    | 42,87    |
| 4 × 400 m    | Debbie Dunn Allyson Felix Lashinda Demus Sanya Richards    | 3:17,83  | Rosemarie Whyte Novlene Williams-Mills Shereefa Lloyd Shericka Williams      | 3:21,15  | Anastasija Kapatjinskaja Tatjana Firova Ljudmila Litvinova Antonina Krivosjapka | 3:21,64  |
| 100 m hæk    | Brigitte Foster-Hylton                                     | 12,51    | Priscilla Lopes-Schliep                                                      | 12,54    | Delloreen Ennis-London                                                          |          |
| 400 m hæk    | Melaine Walker                                             | 52,42    | Lashinda Demus                                                               | 52,96    | Josanne Lucas                                                                   | 53,20    |
| 3000 m forh. | Marta Domínguez                                            | 9:07,32  | Julija Zarudneva                                                             | 9:08,39  | Milcah Chemos Cheywa                                                            | 9:08,57  |
| Spring       |                                                            |          |                                                                              |          |                                                                                 |          |
| Længdespring | Brittney Reese                                             | 7,10 m   | Tatyana Lebedeva                                                             | 6,97 m   | Karin Mey Melis                                                                 | 6,80 m   |
| Trespring    | Yargeris Savigne                                           | 14,95 m  | Mabel Gay                                                                    | 14,61 m  | Anna Pjatykh                                                                    | 14,58 m  |
| Højdespring  | Blanka Vlašić                                              | 2,04 m   | Anna Tjitjerova                                                              | 2,02 m   | Ariane Friedrich                                                                | 2,02 m   |
| Stangspring  | Anna Rogowska                                              | 4,75 m   | Monika Pyrek Chelsea Johnson                                                 | 4,65 m   | -                                                                               | -        |
| Kast         |                                                            |          |                                                                              |          |                                                                                 |          |
| Kuglestød    | Valerie Vili                                               | 20,44 m  | Nadine Kleinert                                                              | 20,20 m  | Gong Lijiao                                                                     | 19,89 m  |
| Spydkast     | Steffi Nerius                                              | 67,30 m  | Barbora Špotáková                                                            | 66,42 m  | Maria Abakumova                                                                 | 66,06 m  |
| Diskoskast   | Dani Samuels                                               | 65,44 m  | Yarelis Barrios                                                              | 65,31 m  | Nicoleta Grasu                                                                  | 65,20 m  |
| Hammerkast   | Anita Wlodarczyk                                           | 77,96 m  | Betty Heidler                                                                | 77,12 m  | Martina Hrasnová                                                                | 74,79 m  |
| Mangekamp    |                                                            |          |                                                                              |          |                                                                                 |          |
| Syvkamp      | Jessica Ennis                                              | 6.731    | Jennifer Oeser                                                               | 6.493    | Kamila Chudzik                                                                  | 6.471    |
| Kapgang      |                                                            |          |                                                                              |          |                                                                                 |          |
| 20 km        | Olga Kaniskina                                             | 1:28:09  | Olive Loughnane                                                              | 1:28:58  | Liu Hong                                                                        | 1:29:10  |